# Barbados riksvapen
Barbados riksvapen infördes 1965 och visar ett fikonträd (Ficus barbata eller Ficus citrifolia) som givit ön Barbados dess namn. Dessutom ser man två blommor av ärtväxten Caesalpinia pulcherrima, som har det lokala namnet "Pride of Barbados". Överst visas en hand som håller ett par sockerrör i vad som kan liknas vid ett St Andreas-kors. Detta representerar dels den (i alla fall tidigare) viktiga sockerindustrin och dels att Barbados firar sin nationaldag den 30 november som är St Andreas-dagen.